# لیلیان دایک
لیلیان اوا کوان دایک (زاده ۲۴ اوت ۱۹۴۵) یک سناتور بازنشسته کانادایی از ساسکاچوان است. او که یکی از اعضای اولین ملت کری گوردون در ساسکاچوان و یک نسل اول چینی کانادایی، اولین سناتور زن ملل اول و اولین سناتور متولد کانادا با تبار چینی است.
دایک قبل از اینکه به عنوان نمایند سنا منصوب شود، یک متخصص علوم اعصاب در دانشگاه ساسکاچوان و معاون رئیس دانشگاه بود. در ۱۲ مارس ۱۹۹۹، دایک، که یکی از اولین زنان بومی در کانادا است که حرفه آکادمیک در علوم را دنبال می‌کند و به همین دلیل جایزه یک عمر دستاورد را توسط ایندسپایر دریافت کرد. او به تدریس در دانشگاه و همچنین انجام تحقیقات به صورت پاره وقت ادامه می‌دهد. در سال ۲۰۱۹ او جایزه یک عمر دستاورد جوایز برجسته زنان را از YWCA ساسکاتون دریافت کرد.
لیلیان اوا کوان دایک، در کنار کار تحقیقاتی و آکادمیک خود، به دلیل حمایت از برابری در آموزش و اشتغال زنان، کانادایی‌های چینی و بومیان شهرت دارد.

## اویل زندگی و تحصیل
دایک در شهر نورث بتلفورد، ساسکاچوان متولد شد. پدرش یوک لی کوآن، چینی‌تبار بود و مادرش اوا موریل مک‌ناب از قوم کری. پدرش پس از پرداخت «مالیات سرانه» (Head Tax) به کانادا مهاجرت کرده و خانواده اول خود را در چین باقی گذاشته بود.
مادرش در منطقه حفاظت‌شده گوردون متولد شده بود، اما پس از ازدواج با یک غیربومی (غیرسرخپوست)، وضعیت قانونی خود را به عنوان عضو ملل اولیه از دست داد. او مانند اکثر زنان ملل اولیه در آن دوران، به مدارس شبانه‌روزی بومیان کانادا فرستاده شد.
دایک در کودکی به‌طور مکرر نقل مکان می‌نمود و در بسیاری از شهرهای کوچک ساسکاچوان و آلبرتا زندگی می‌کرد. خانواده او برای محافظت از خود در برابر تبعیض نژادی، اصالت بومی خود را پنهان می‌کردند. آنها با استفاده از نام خانوادگی چینی پدر (کوآن)، در واقع تنها خانواده چینی ساکن در آن شهرها بودند. از آنجا که اکثر افراد ملل اولیه در آن زمان در مناطق حفاظت‌شده (رزروها) زندگی می‌کرند.
پدرش یک کافه چینی داشت. او به عنوان پیشخدمت بزرگ شد و بسیاری از مشاغل دیگر را انجام داد، او در کافه رگال در کیلام، آلبرتا نیز مشغول به کار شد، جایی که سنگ قبر مادرش قرار دارد.
دایک در مؤسسه کالج سوئیفت کنونی تحصیل کرد و در آنجا فعالانه تشویق شد تا به دانشگاه برود.
دایک موفق به اخذ مدرک لیسانس هنر در سال ۱۹۶۸ و کارشناسی ارشد علوم در رشته بیوشیمی در سال ۱۹۷۰ از دانشگاه ساسکاچوان شد. وی سپس در سال ۱۹۸۱ دکترای تخصصی خود را در رشته روان‌پزشکی زیستی (بیولوژیک) از همین دانشگاه دریافت نمود.
در سال ۲۰۰۷، دانشگاه کیپ برتون به وی مدرک دکترای ادبیات (افتخاری) اعطا کرد.

## شغل
پیش از انتصاب به سنا، دایک به عنوان عصب‌شناس و معاون دانشکده در دانشگاه ساسکاچوان فعالیت می‌کرد. در ۱۲ مارس ۱۹۹۹، به پاس دستاوردهای مادام‌العمر علمی، جایزه‌ای از سوی «اینسپایر» به این دانشمند با تبار کری و چینی - که از نخستین زنان بومی کانادا محسوب می‌شد که مسیر تحصیلات آکادمیک در علوم را پیمود - اعطا شد. تحقیقات او بر مکانیسم اثر بازدارنده‌های مونوآمین اکسیداز متمرکز است تا داروهای مؤثر برای درمان اختلالات عصبی و سکته مغزی را شناسایی کند. وی هم‌اکنون نیز به تدریس در دانشگاه و پژوهش به صورت پاره‌وقت ادامه می‌دهد.